# Gabriel Péri
Gabriel Péri (Tolone, 9 febbraio 1902 – Suresnes, 15 dicembre 1941) è stato un politico francese.

## Biografia
Esponente del Partito Comunista Francese, nel 1922 fu eletto segretario generale della Gioventù Comunista. Lavorò presso il giornale L'Humanité dal 1924 al 1939 e fu deputato dal 1932 al 1940. Nel maggio 1941 fu tratto in arresto e poi fucilato dai tedeschi nella fortezza di Mont-Valérien il 15 dicembre dello stesso anno.